# Saint-Pierre-de-Chérennes
Saint-Pierre-de-Chérennes település Franciaországban, Isère megyében. Lakosainak száma 467 fő (2022. január 1.). Saint-Pierre-de-Chérennes Beauvoir-en-Royans, Izeron, Presles, Rencurel és Saint-Sauveur községekkel határos.

## Népesség
A település népessége az elmúlt években az alábbi módon változott:
| Lakosok száma | 200  | 235  | 278  | 448  | 494  | 477  | 464  | 465  | 466  | 467  |
|               | 1968 | 1982 | 1990 | 2006 | 2013 | 2015 | 2017 | 2019 | 2020 | 2022 |